# Море (фильм, 2000)
«Море» (кат. El mar) — фильм испанского режиссёра Агусти́ Вильяронги по одноимённому роману Блая Бонета.

## Сюжет
Действие происходит в 1936 году на Мальорке. Гражданская война в Испании в самом разгаре. Мануэл и его друг Андре ещё дети. В это время они впервые столкнулись с жестокостью — они стали свидетелями расстрела пленных отцом их приятеля.
Десять лет спустя Мануэл и Андреу, страдающие от туберкулеза, встречаются в санатории. Дружба по-прежнему крепка, но борьба с болезнью отделяет их друг от друга. Мануэл влюблён в Андре, но его религиозность не позволяет перейти черту. Андреу понимает, что Мануэл испытывает по отношению к нему чувства, выходящие за рамки обычной дружбы.

## В ролях
| Актёр            | Роль      |
| ---------------- | --------- |
| Рожер Казамажор  | Андре     |
| Антония Торренс  | Франсиска |
| Бруно Бергонзини | Мануэл    |
| Анхела Молина    | Кармен    |

## Награды и номинации
На Берлинском кинофестивале в 2000 году картина номинировалась на «Золотого медведя» и получила «премию Манфреда Зальгебера». В 2001 году фильм номинировался на «премию Гойя» в категориях: «лучшая актриса-дюбютант» (Антония Торренс) и «лучшая операторская работа».